# Circondario di Hohenmölsen
Il circondario di Hohenmölsen (in tedesco Landkreis Hohenmölsen) era un circondario della Sassonia-Anhalt, aveva come capoluogo Hohenmölsen.
Già circondario durante la DDR, venne mantenuto tale anche dopo la riunificazione. 
Il 1º luglio 1994 parte del suo territorio è stata poi unita con i circondari di Naumburg e Zeitz, e con la quasi totalità del territorio del circondario di Nebra, a formare il circondario del Burgenland.